# Bréval
Bréval és un municipi francès, situat al departament d'Yvelines i a la regió de Illa de França. L'any 2007 tenia 1.897 habitants.
Forma part del cantó de Bonnières-sur-Seine, del districte de Mantes-la-Jolie i de la Comunitat de comunes Les Portes de l'Île-de-France.

## Demografia

### Població
El 2007 la població de fet de Bréval era de 1.897 persones. Hi havia 704 famílies, de les quals 145 eren unipersonals (43 homes vivint sols i 102 dones vivint soles), 224 parelles sense fills, 264 parelles amb fills i 71 famílies monoparentals amb fills.
La població ha evolucionat segons el següent gràfic:
Habitants censats

### Habitatges
El 2007 hi havia 764 habitatges, 707 eren l'habitatge principal de la família, 22 eren segones residències i 35 estaven desocupats. 681 eren cases i 64 eren apartaments. Dels 707 habitatges principals, 587 estaven ocupats pels seus propietaris, 98 estaven llogats i ocupats pels llogaters i 22 estaven cedits a títol gratuït; 24 tenien una cambra, 39 en tenien dues, 66 en tenien tres, 142 en tenien quatre i 437 en tenien cinc o més. 560 habitatges disposaven pel capbaix d'una plaça de pàrquing. A 305 habitatges hi havia un automòbil i a 354 n'hi havia dos o més.

### Piràmide de població
La piràmide de població per edats i sexe el 2009 era:
| Homes | Edats   | Dones |
| ----- | ------- | ----- |
| 0     | 95 o +  | 0     |
| 0     | 90 a 94 | 4     |
| 4     | 85 a 89 | 8     |
| 16    | 80 a 84 | 8     |
| 16    | 75 a 79 | 24    |
| 16    | 70 a 74 | 32    |
| 44    | 65 a 69 | 20    |
| 36    | 60 a 64 | 36    |
| 40    | 55 a 59 | 52    |
| 48    | 50 a 54 | 40    |
| 52    | 45 a 49 | 60    |
| 92    | 40 a 44 | 72    |
| 68    | 35 a 39 | 88    |
| 68    | 30 a 34 | 56    |
| 48    | 25 a 29 | 44    |
| 48    | 20 a 24 | 36    |
| 60    | 15 a 19 | 100   |
| 84    | 10 a 14 | 80    |
| 80    | 5 a 9   | 36    |
| 60    | 0 a 4   | 28    |

## Economia
El 2007 la població en edat de treballar era de 1.244 persones, 924 eren actives i 320 eren inactives. De les 924 persones actives 870 estaven ocupades (459 homes i 411 dones) i 53 estaven aturades (22 homes i 31 dones). De les 320 persones inactives 104 estaven jubilades, 134 estaven estudiant i 82 estaven classificades com a «altres inactius».

### Ingressos
El 2009 a Bréval hi havia 689 unitats fiscals que integraven 1.893 persones, la mediana anual d'ingressos fiscals per persona era de 23.175 €.

### Activitats econòmiques
Dels 111 establiments que hi havia el 2007, 1 era d'una empresa extractiva, 2 d'empreses alimentàries, 1 d'una empresa de fabricació de material elèctric, 4 d'empreses de fabricació d'altres productes industrials, 20 d'empreses de construcció, 19 d'empreses de comerç i reparació d'automòbils, 5 d'empreses de transport, 5 d'empreses d'hostatgeria i restauració, 5 d'empreses d'informació i comunicació, 2 d'empreses financeres, 9 d'empreses immobiliàries, 10 d'empreses de serveis, 21 d'entitats de l'administració pública i 7 d'empreses classificades com a «altres activitats de serveis».
Dels 45 establiments de servei als particulars que hi havia el 2009, 1 era una gendarmeria, 1 oficina de correu, 1 una oficina bancària, 5 tallers de reparació d'automòbils i de material agrícola, 6 guixaires pintors, 5 fusteries, 7 lampisteries, 3 electricistes, 1 empresa de construcció, 2 perruqueries, 2 veterinaris, 3 restaurants, 6 agències immobiliàries, 1 tintoreria i 1 saló de bellesa.
Dels 8 establiments comercials que hi havia el 2009, 1 era un hipermercat, 1 una botiga de més de 120 m², 2 fleques, 1 una fleca, 1 una botiga de congelats, 1 una peixateria i 1 una joieria.
L'any 2000 a Bréval hi havia 11 explotacions agrícoles que ocupaven un total de 360 hectàrees.

## Equipaments sanitaris i escolars
L'únic equipament sanitari que hi havia el 2009 era una farmàcia.
El 2009 hi havia 1 escola maternal i 1 escola elemental. Bréval disposava d'un col·legi d'educació secundària amb 495 alumnes.

## Poblacions més properes
El següent diagrama mostra les poblacions més properes.